# روذرفورد بويد
روذرفورد بويد (بالإنجليزية: Rutherford Boyd)‏ هو نحات ورسام أمريكي، ولد في 1882 في فيلادلفيا في الولايات المتحدة، وتوفي في 13 فبراير 1951 في ليونيا في الولايات المتحدة.